# Lanište (Serbia)
Lanište (cyr. Ланиште) – wieś w Serbii, w okręgu pirockim, w gminie Bela Palanka. W 2011 roku liczyła 44 mieszkańców.